# VAL 208
VAL 208 — автоматизированный поезд для метрополитенов Франции и Италии. Первый поезд начал эксплуатироваться в 1983 году. Всего было построено 210 экземпляров VAL 208. По состоянию на декабрь 2011 VAL 208 эксплуатируется в Лилле, Тулузе, Турине, Ренне и CDGVAL аэропорта имени Шарля-де-Голля в Париже.

## Галерея

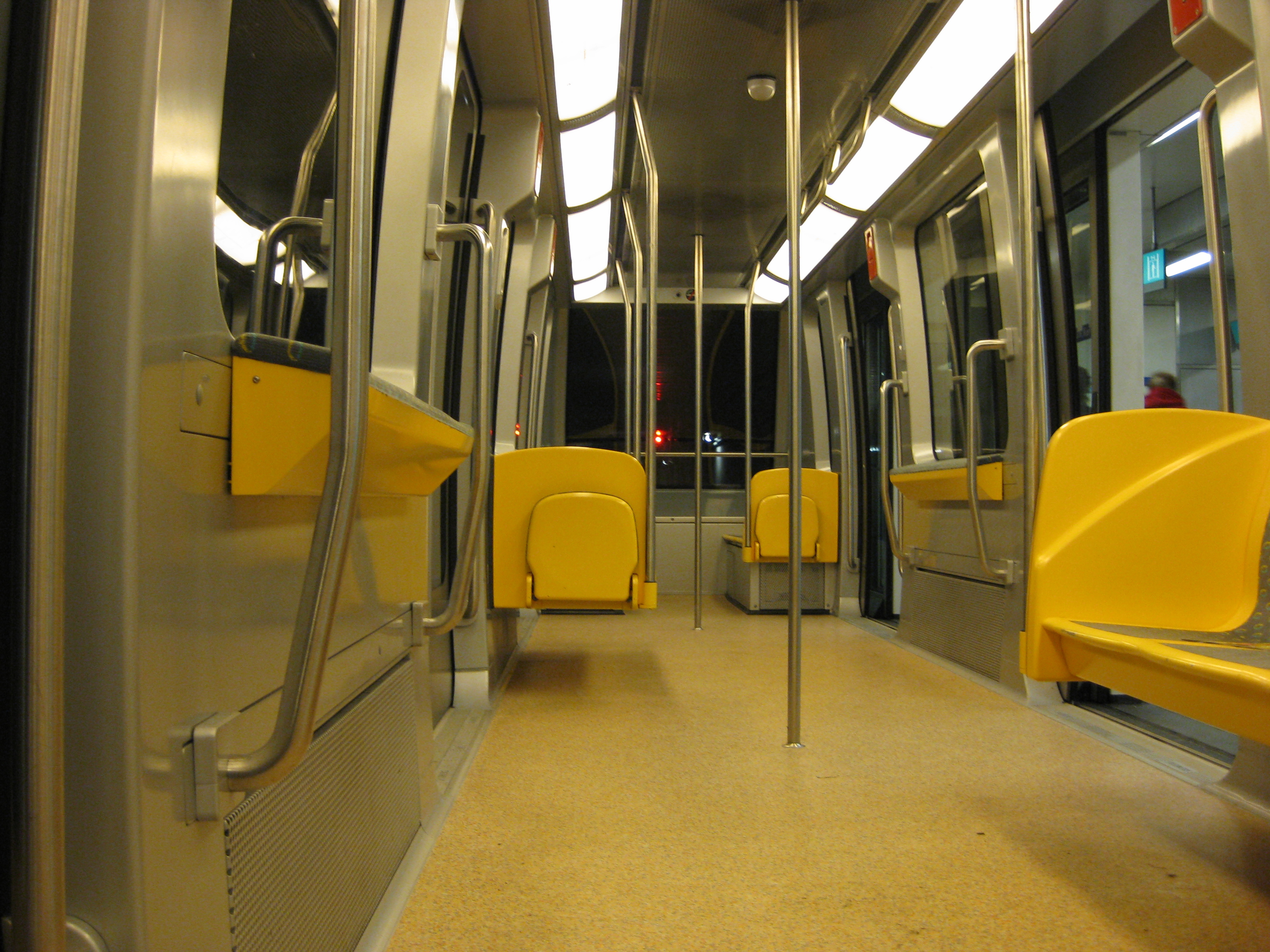
Интерьер вагона метро в Ренне
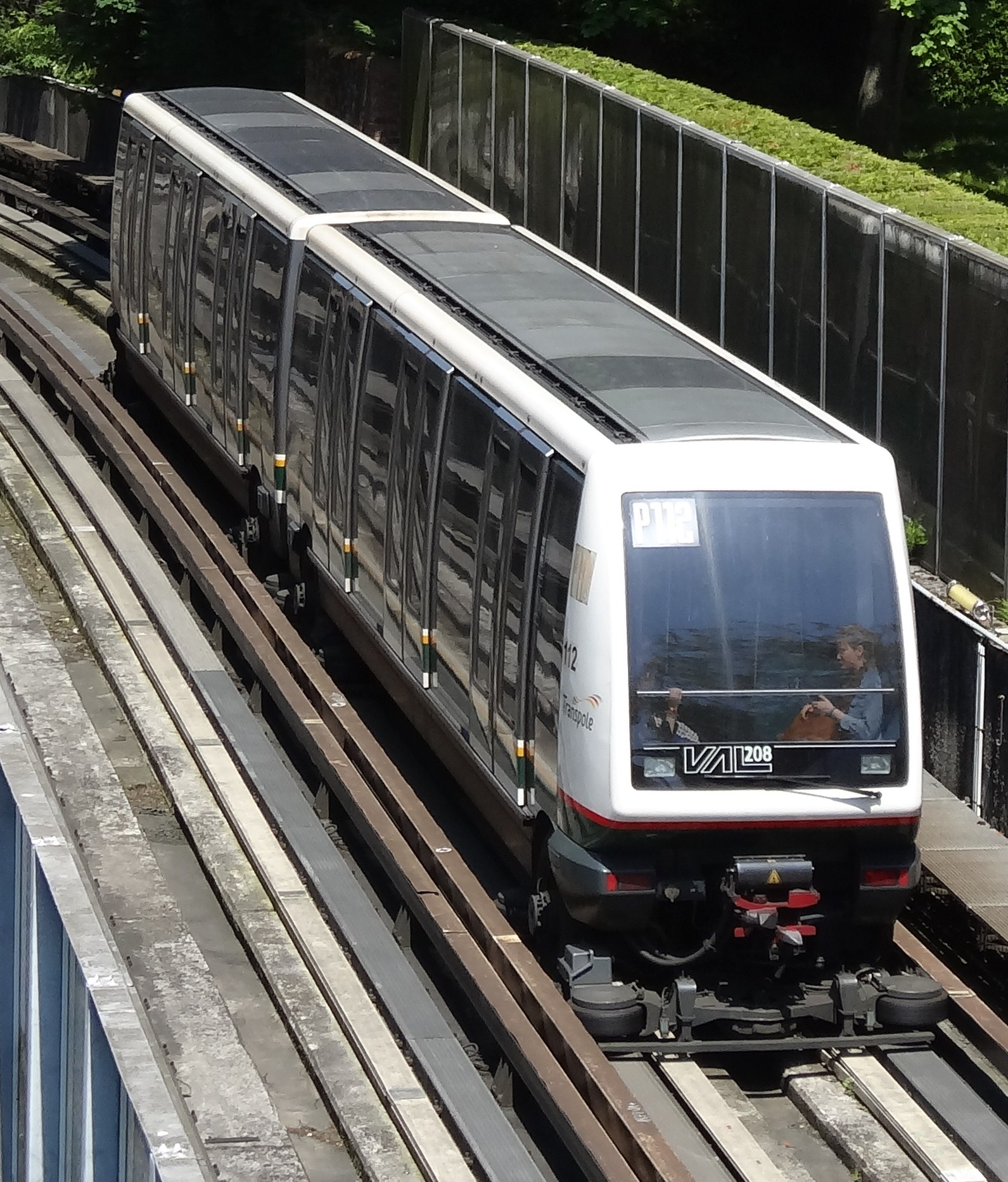
Поезд метро в Лилле
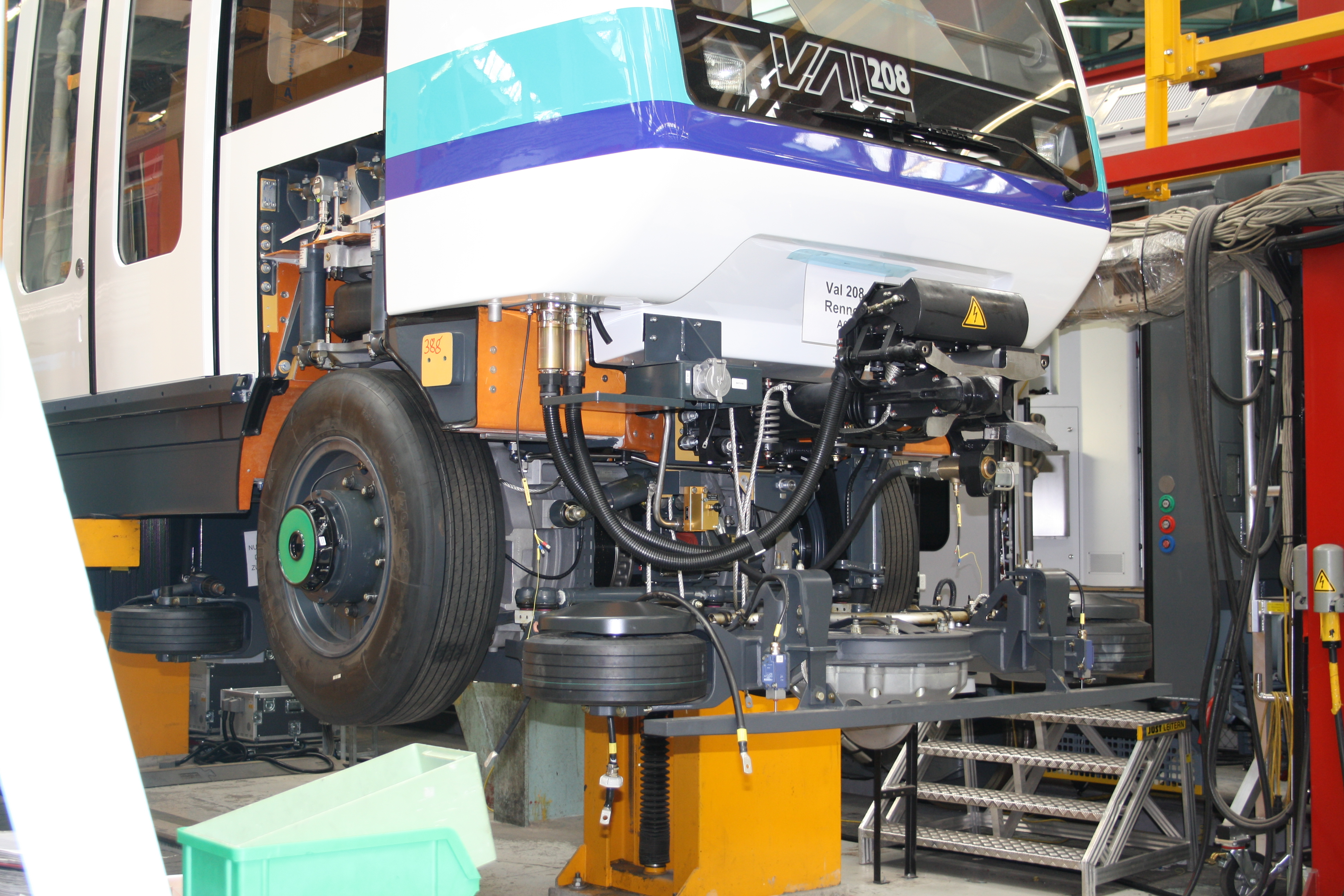
Тележка поезда типа VAL 208 метро Ренна